# Liste der Nummer-eins-Hits in der Schweiz (1995)
Dies ist eine Liste der Nummer-eins-Hits in der Schweiz im Jahr 1995. Sie basiert auf den Top 100 Singles und Top 100 Alben der offiziellen Schweizer Hitparade. Es gab in diesem Jahr neun Nummer-eins-Singles und 19 Nummer-eins-Alben.

## Singles
| ← 1994 ← | Liste der Nummer-eins-Hits in der Schweiz | Liste der Nummer-eins-Hits in der Schweiz | Liste der Nummer-eins-Hits in der Schweiz                                                                      | 1996 →                    |
| \| Zeitraum \| Wo. ges. \| Interpret \| Titel Autor(en) \| Zusätzliche Informationen \| \| (Zeitraum, Wochen auf Platz eins, Interpret, Titel, Autor[en], zusätzliche Informationen) \| \| \| \| \| \| ----------------------------------------------------------------------------------------- \| -------- \| ------------------ \| -------------------------------------------------------------------------------------------------------------- \| ------------------------- \| \| 27. November 1994 – 4. März 1995 14 Wochen \| 14 \| Rednex \| Cotton Eye Joe Patric Robert Edenberg, Örjan Kjell Öberg, Christer Jan Ericsson \| – \| \| 5. März 1995 – 29. April 1995 8 Wochen \| 8 \| Vangelis \| Conquest of Paradise Evangelos Odysseas Papathanassiou \| – \| \| 30. April 1995 – 1. Juli 1995 9 Wochen \| 9 \| Scatman John \| Scatman (Ski-Ba-Bop-Ba-Dop-Bop) Antonio Nunzio Catania, John Paul Larkin \| – \| \| 2. Juli 1995 – 15. Juli 1995 2 Wochen \| 2 \| Bryan Adams \| Have You Ever Really Loved a Woman? Michael Arnold Kamen, Robert John Lange, Bryan Adams \| – \| \| 16. Juli 1995 – 30. September 1995 11 Wochen \| 11 \| Rednex \| Wish You Were Here Teijo Olavi Leskelä \| – \| \| 1. Oktober 1995 – 7. Oktober 1995 1 Woche (insgesamt 3) \| 3 \| Michael Jackson \| You Are Not Alone Eddy van Passel, Danny van Passel, Robert S. Kelly \| – \| \| 8. Oktober 1995 – 14. Oktober 1995 1 Woche (insgesamt 2) \| 2 \| TLC \| Waterfalls Patrick L. Brown, Raymon Ameer Murray, Rico Renard Wade, Maqueze M. Ethridge, Lisa „Left Eye“ Lopes \| – \| \| 15. Oktober 1995 – 28. Oktober 1995 2 Wochen (insgesamt 3) \| 3 \| Michael Jackson \| You Are Not Alone Eddy van Passel, Danny van Passel, Robert S. Kelly \| – \| \| 29. Oktober 1995 – 3. November 1995 1 Woche (insgesamt 2) \| 2 \| TLC \| Waterfalls Patrick L. Brown, Raymon Ameer Murray, Rico Renard Wade, Maqueze M. Ethridge, Lisa Nicole Lopes \| – \| \| 5. November 1995 – 9. Dezember 1995 5 Wochen (insgesamt 6) \| 6 \| Coolio feat. L. V. \| Gangsta’s Paradise Stevie Wonder, Artis L. Ivey Jr., Douglas B. Rasheed, Larry James Sanders \| – \| \| 10. Dezember 1995 – 16. Dezember 1995 1 Woche (insgesamt 5) \| 5 \| Michael Jackson \| Earth Song Michael Joe Jackson \| – \| \| 17. Dezember 1995 – 23. Dezember 1995 1 Woche (insgesamt 6) \| 6 \| Coolio feat. L. V. \| Gangsta’s Paradise Stevie Wonder, Artis L. Ivey Jr., Douglas B. Rasheed, Larry James Sanders \| – \| \| 24. Dezember 1995 – 20. Januar 1996 4 Wochen (insgesamt 5) \| 5 \| Michael Jackson \| Earth Song Michael Joe Jackson \| – \| |                                           |                                           | |                           |
| ← 1994 |                                           |                                           | | → 1996 →                  |
| Zeitraum | Wo. ges.                                  | Interpret                                 | Titel Autor(en)                                                                                                | Zusätzliche Informationen |
| (Zeitraum, Wochen auf Platz eins, Interpret, Titel, Autor[en], zusätzliche Informationen) |                                           |                                           | |                           |
| 27. November 1994 – 4. März 1995 14 Wochen | 14                                        | Rednex                                    | Cotton Eye Joe Patric Robert Edenberg, Örjan Kjell Öberg, Christer Jan Ericsson                                | –                         |
| 5. März 1995 – 29. April 1995 8 Wochen | 8                                         | Vangelis                                  | Conquest of Paradise Evangelos Odysseas Papathanassiou                                                         | –                         |
| 30. April 1995 – 1. Juli 1995 9 Wochen | 9                                         | Scatman John                              | Scatman (Ski-Ba-Bop-Ba-Dop-Bop) Antonio Nunzio Catania, John Paul Larkin                                       | –                         |
| 2. Juli 1995 – 15. Juli 1995 2 Wochen | 2                                         | Bryan Adams                               | Have You Ever Really Loved a Woman? Michael Arnold Kamen, Robert John Lange, Bryan Adams                       | –                         |
| 16. Juli 1995 – 30. September 1995 11 Wochen | 11                                        | Rednex                                    | Wish You Were Here Teijo Olavi Leskelä                                                                         | –                         |
| 1. Oktober 1995 – 7. Oktober 1995 1 Woche (insgesamt 3) | 3                                         | Michael Jackson                           | You Are Not Alone Eddy van Passel, Danny van Passel, Robert S. Kelly                                           | –                         |
| 8. Oktober 1995 – 14. Oktober 1995 1 Woche (insgesamt 2) | 2                                         | TLC                                       | Waterfalls Patrick L. Brown, Raymon Ameer Murray, Rico Renard Wade, Maqueze M. Ethridge, Lisa „Left Eye“ Lopes | –                         |
| 15. Oktober 1995 – 28. Oktober 1995 2 Wochen (insgesamt 3) | 3                                         | Michael Jackson                           | You Are Not Alone Eddy van Passel, Danny van Passel, Robert S. Kelly                                           | –                         |
| 29. Oktober 1995 – 3. November 1995 1 Woche (insgesamt 2) | 2                                         | TLC                                       | Waterfalls Patrick L. Brown, Raymon Ameer Murray, Rico Renard Wade, Maqueze M. Ethridge, Lisa Nicole Lopes     | –                         |
| 5. November 1995 – 9. Dezember 1995 5 Wochen (insgesamt 6) | 6                                         | Coolio feat. L. V.                        | Gangsta’s Paradise Stevie Wonder, Artis L. Ivey Jr., Douglas B. Rasheed, Larry James Sanders                   | –                         |
| 10. Dezember 1995 – 16. Dezember 1995 1 Woche (insgesamt 5) | 5                                         | Michael Jackson                           | Earth Song Michael Joe Jackson                                                                                 | –                         |
| 17. Dezember 1995 – 23. Dezember 1995 1 Woche (insgesamt 6) | 6                                         | Coolio feat. L. V.                        | Gangsta’s Paradise Stevie Wonder, Artis L. Ivey Jr., Douglas B. Rasheed, Larry James Sanders                   | –                         |
| 24. Dezember 1995 – 20. Januar 1996 4 Wochen (insgesamt 5) | 5                                         | Michael Jackson                           | Earth Song Michael Joe Jackson                                                                                 | –                         |

## Alben
| ← 1994 ← | Liste der Nummer-eins-Hits in der Schweiz | Liste der Nummer-eins-Hits in der Schweiz | Liste der Nummer-eins-Hits in der Schweiz | 1996 →                    |
| \| Zeitraum \| Wo. ges. \| Interpret \| Titel \| Zusätzliche Informationen \| \| (Zeitraum, Wochen auf Platz eins, Interpret, Titel, zusätzliche Informationen) \| \| \| \| \| \| ------------------------------------------------------------------------------ \| -------- \| ---------------------------------- \| --------------------------------------- \| ------------------------- \| \| 25. Dezember 1994 – 7. Januar 1995 2 Wochen (insgesamt 6) \| 6 \| The Kelly Family \| Over the Hump \| – \| \| 8. Januar 1995 – 14. Januar 1995 1 Woche \| 1 \| Elton John, Tim Rice & Hans Zimmer \| The Lion King (Soundtrack) \| – \| \| 15. Januar 1995 – 11. Februar 1995 4 Wochen (insgesamt 6) \| 6 \| The Kelly Family \| Over the Hump \| – \| \| 12. Februar 1995 – 25. Februar 1995 2 Wochen \| 2 \| Simple Minds \| Good News from the Next World \| – \| \| 26. Februar 1995 – 4. März 1995 1 Woche \| 1 \| Natacha \| Stärntaler \| – \| \| 5. März 1995 – 25. März 1995 3 Wochen (insgesamt 4) \| 4 \| Vangelis \| 1492: Conquest of Paradise (Soundtrack) \| – \| \| 26. März 1995 – 1. April 1995 1 Woche \| 1 \| Bruce Springsteen \| Greatest Hits \| – \| \| 2. April 1995 – 13. April 1995 2 Wochen \| 2 \| Rednex \| Sex & Violins \| – \| \| 14. April 1995 – 6. Mai 1995 3 Wochen \| 3 \| Elton John \| Made in England \| – \| \| 7. Mai 1995 – 13. Mai 1995 1 Woche (insgesamt 4) \| 4 \| Vangelis \| 1492: Conquest of Paradise (Soundtrack) \| – \| \| 14. Mai 1995 – 10. Juni 1995 4 Wochen \| 4 \| Take That \| Nobody Else \| – \| \| 11. Juni 1995 – 24. Juni 1995 2 Wochen \| 2 \| Pink Floyd \| Pulse \| – \| \| 25. Juni 1995 – 8. Juli 1995 2 Wochen (insgesamt 4) \| 4 \| Michael Jackson \| History – Past, Present, Future \| – \| \| 9. Juli 1995 – 15. Juli 1995 1 Woche (insgesamt 2) \| 2 \| Bon Jovi \| These Days \| – \| \| 16. Juli 1995 – 22. Juli 1995 1 Woche (insgesamt 4) \| 4 \| Michael Jackson \| HIStory – Past, Present, Future \| – \| \| 30. Juli 1995 – 5. August 1995 1 Woche (insgesamt 2) \| 2 \| Bon Jovi \| These Days \| – \| \| 6. August 1995 – 12. August 1995 1 Woche (insgesamt 4) \| 4 \| Michael Jackson \| History – Past, Present, Future \| – \| \| 3. August 1995 – 2. September 1995 4 Wochen (insgesamt 6) \| 6 \| Céline Dion \| D’eux \| – \| \| 3. September 1995 – 9. September 1995 1 Woche \| 1 \| Sina \| Wiiblich \| – \| \| 10. September 1995 – 23. September 1995 2 Wochen (insgesamt 6) \| 6 \| Céline Dion \| D’eux \| – \| \| 24. September 1995 – 30. September 1995 1 Woche \| 1 \| Lenny Kravitz \| Circus \| – \| \| 1. Oktober 1995 – 21. Oktober 1995 3 Wochen \| 3 \| AC/DC \| Ballbreaker \| – \| \| 22. Oktober 1995 – 28. Oktober 1995 1 Woche \| 1 \| Mariah Carey \| Daydream \| – \| \| 29. Oktober 1995 – 18. November 1995 3 Wochen \| 3 \| Simply Red \| Lef \| – \| \| 19. November 1995 – 27. Januar 1996 10 Wochen \| 10 \| Queen \| Made in Heaven \| – \| |                                           |                                           |                                           |                           |
| ← 1994 |                                           |                                           |                                           | → 1996 →                  |
| Zeitraum | Wo. ges.                                  | Interpret                                 | Titel                                     | Zusätzliche Informationen |
| (Zeitraum, Wochen auf Platz eins, Interpret, Titel, zusätzliche Informationen) |                                           |                                           |                                           |                           |
| 25. Dezember 1994 – 7. Januar 1995 2 Wochen (insgesamt 6) | 6                                         | The Kelly Family                          | Over the Hump                             | –                         |
| 8. Januar 1995 – 14. Januar 1995 1 Woche | 1                                         | Elton John, Tim Rice & Hans Zimmer        | The Lion King (Soundtrack)                | –                         |
| 15. Januar 1995 – 11. Februar 1995 4 Wochen (insgesamt 6) | 6                                         | The Kelly Family                          | Over the Hump                             | –                         |
| 12. Februar 1995 – 25. Februar 1995 2 Wochen | 2                                         | Simple Minds                              | Good News from the Next World             | –                         |
| 26. Februar 1995 – 4. März 1995 1 Woche | 1                                         | Natacha                                   | Stärntaler                                | –                         |
| 5. März 1995 – 25. März 1995 3 Wochen (insgesamt 4) | 4                                         | Vangelis                                  | 1492: Conquest of Paradise (Soundtrack)   | –                         |
| 26. März 1995 – 1. April 1995 1 Woche | 1                                         | Bruce Springsteen                         | Greatest Hits                             | –                         |
| 2. April 1995 – 13. April 1995 2 Wochen | 2                                         | Rednex                                    | Sex & Violins                             | –                         |
| 14. April 1995 – 6. Mai 1995 3 Wochen | 3                                         | Elton John                                | Made in England                           | –                         |
| 7. Mai 1995 – 13. Mai 1995 1 Woche (insgesamt 4) | 4                                         | Vangelis                                  | 1492: Conquest of Paradise (Soundtrack)   | –                         |
| 14. Mai 1995 – 10. Juni 1995 4 Wochen | 4                                         | Take That                                 | Nobody Else                               | –                         |
| 11. Juni 1995 – 24. Juni 1995 2 Wochen | 2                                         | Pink Floyd                                | Pulse                                     | –                         |
| 25. Juni 1995 – 8. Juli 1995 2 Wochen (insgesamt 4) | 4                                         | Michael Jackson                           | History – Past, Present, Future           | –                         |
| 9. Juli 1995 – 15. Juli 1995 1 Woche (insgesamt 2) | 2                                         | Bon Jovi                                  | These Days                                | –                         |
| 16. Juli 1995 – 22. Juli 1995 1 Woche (insgesamt 4) | 4                                         | Michael Jackson                           | HIStory – Past, Present, Future           | –                         |
| 30. Juli 1995 – 5. August 1995 1 Woche (insgesamt 2) | 2                                         | Bon Jovi                                  | These Days                                | –                         |
| 6. August 1995 – 12. August 1995 1 Woche (insgesamt 4) | 4                                         | Michael Jackson                           | History – Past, Present, Future           | –                         |
| 3. August 1995 – 2. September 1995 4 Wochen (insgesamt 6) | 6                                         | Céline Dion                               | D’eux                                     | –                         |
| 3. September 1995 – 9. September 1995 1 Woche | 1                                         | Sina                                      | Wiiblich                                  | –                         |
| 10. September 1995 – 23. September 1995 2 Wochen (insgesamt 6) | 6                                         | Céline Dion                               | D’eux                                     | –                         |
| 24. September 1995 – 30. September 1995 1 Woche | 1                                         | Lenny Kravitz                             | Circus                                    | –                         |
| 1. Oktober 1995 – 21. Oktober 1995 3 Wochen | 3                                         | AC/DC                                     | Ballbreaker                               | –                         |
| 22. Oktober 1995 – 28. Oktober 1995 1 Woche | 1                                         | Mariah Carey                              | Daydream                                  | –                         |
| 29. Oktober 1995 – 18. November 1995 3 Wochen | 3                                         | Simply Red                                | Lef                                       | –                         |
| 19. November 1995 – 27. Januar 1996 10 Wochen | 10                                        | Queen                                     | Made in Heaven                            | –                         |

## Jahreshitparaden
| ← 1994 ← | Liste der Nummer-eins-Hits in der Schweiz | Liste der Nummer-eins-Hits in der Schweiz       | Liste der Nummer-eins-Hits in der Schweiz | 1996 →   |
| \| Singles \| Position# \| Alben \| \| ---------------------------------------------------------------------------------------------------- \| --------- \| ----------------------------------------------- \| \| Have You Ever Really Loved a Woman? Bryan Adams Michael Arnold Kamen, Robert John Lange, Bryan Adams \| 1 \| Over the Hump The Kelly Family \| \| Conquest of Paradise Vangelis Evangelos Odysseas Papathanassiou \| 2 \| D’eux Céline Dion \| \| Wish You Were Here Rednex Teijo Olavi Leskelä \| 3 \| No Need to Argue The Cranberries \| \| Scatman (Ski-Ba-Bop-Ba-Dop-Bop) Scatman John Antonio Nunzio Catania, John Paul Larkin \| 4 \| 1492: Conquest of Paradise Vangelis \| \| Be My Lover La Bouche Musik: Gerd Amir Saraf; Text: Melanie Thornton, D. Lane McCray \| 5 \| Dookie Green Day \| \| Alice, Who the X Is Alice? Gompie Musik: Mike Chapman; Text: Nicky Chinn \| 6 \| Smash The Offspring \| \| Zombie The Cranberries Dolores Mary O’Riordan \| 7 \| Sex & Violins Rednex \| \| Back for Good Take That Gary Barlow \| 8 \| History – Past, Present, Future Michael Jackson \| \| Think Twice Céline Dion Andrew Gerard Hill, Peter John Sinfield \| 9 \| MTV Unplugged in New York Nirvana \| \| Cotton Eye Joe Rednex Patric Robert Edenberg, Örjan Kjell Öberg, Christer Jan Ericsson \| 10 \| The Colour of My Love Céline Dion \| |                                           |                                                 |                                           |          |
| ← 1994 |                                           |                                                 |                                           | → 1996 → |
| Singles | Position#                                 | Alben                                           |                                           |          |
| Have You Ever Really Loved a Woman? Bryan Adams Michael Arnold Kamen, Robert John Lange, Bryan Adams | 1                                         | Over the Hump The Kelly Family                  |                                           |          |
| Conquest of Paradise Vangelis Evangelos Odysseas Papathanassiou | 2                                         | D’eux Céline Dion                               |                                           |          |
| Wish You Were Here Rednex Teijo Olavi Leskelä | 3                                         | No Need to Argue The Cranberries                |                                           |          |
| Scatman (Ski-Ba-Bop-Ba-Dop-Bop) Scatman John Antonio Nunzio Catania, John Paul Larkin | 4                                         | 1492: Conquest of Paradise Vangelis             |                                           |          |
| Be My Lover La Bouche Musik: Gerd Amir Saraf; Text: Melanie Thornton, D. Lane McCray | 5                                         | Dookie Green Day                                |                                           |          |
| Alice, Who the X Is Alice? Gompie Musik: Mike Chapman; Text: Nicky Chinn | 6                                         | Smash The Offspring                             |                                           |          |
| Zombie The Cranberries Dolores Mary O’Riordan | 7                                         | Sex & Violins Rednex                            |                                           |          |
| Back for Good Take That Gary Barlow | 8                                         | History – Past, Present, Future Michael Jackson |                                           |          |
| Think Twice Céline Dion Andrew Gerard Hill, Peter John Sinfield | 9                                         | MTV Unplugged in New York Nirvana               |                                           |          |
| Cotton Eye Joe Rednex Patric Robert Edenberg, Örjan Kjell Öberg, Christer Jan Ericsson | 10                                        | The Colour of My Love Céline Dion               |                                           |          |